# Долно Караджакьой
Долно Караджакьой (на гръцки: Κάτω Θόλος, Като Толос) е село в Република Гърция, разположено на територията на дем Бук (Паранести), област Източна Македония и Тракия.

## География
Селото е разположено южно от Горно Караджакьой на пътя Драма - Ксанти, на 2 km източно от Бук.

## История
Селото е основано непосредствено след Втората световна война.
В 1961 година е регистрирано селището Гефира с 11 жители, което по-късно е слято с Долно Караджакьой.
| Година    | 1913 | 1920 | 1928 | 1940 | 1951 | 1961 | 1971 | 1981 | 1991 | 2001 | 2011 | 2021 |
| --------- | ---- | ---- | ---- | ---- | ---- | ---- | ---- | ---- | ---- | ---- | ---- | ---- |
| Население |      |      |      | 197  | 263  | 210  | 168  | 407  | 159  | 163  | 123  | 101  |